# Pygiopsylla tunneyi
Pygiopsylla tunneyi är en loppart som beskrevs av Mardon et Dunnet 1972. Pygiopsylla tunneyi ingår i släktet Pygiopsylla och familjen Pygiopsyllidae. Inga underarter finns listade i Catalogue of Life.